# Bestinné
Bestinné je přírodní památka v katastrálním území obce Nová Bošáca v okrese Nové Mesto nad Váhom v Trenčínském kraji na Slovensku. Území bylo vyhlášeno v roce 1993 a jeho rozloha je 1,29 hektaru. Předmětem ochrany jsou travní porosty s výskytem vzácných a ohrožených druhů rostlin v závěru mělkého údolí se začátkem sesuvného proudu na flyšovém podloží.